# 兹维尔讷奇岛

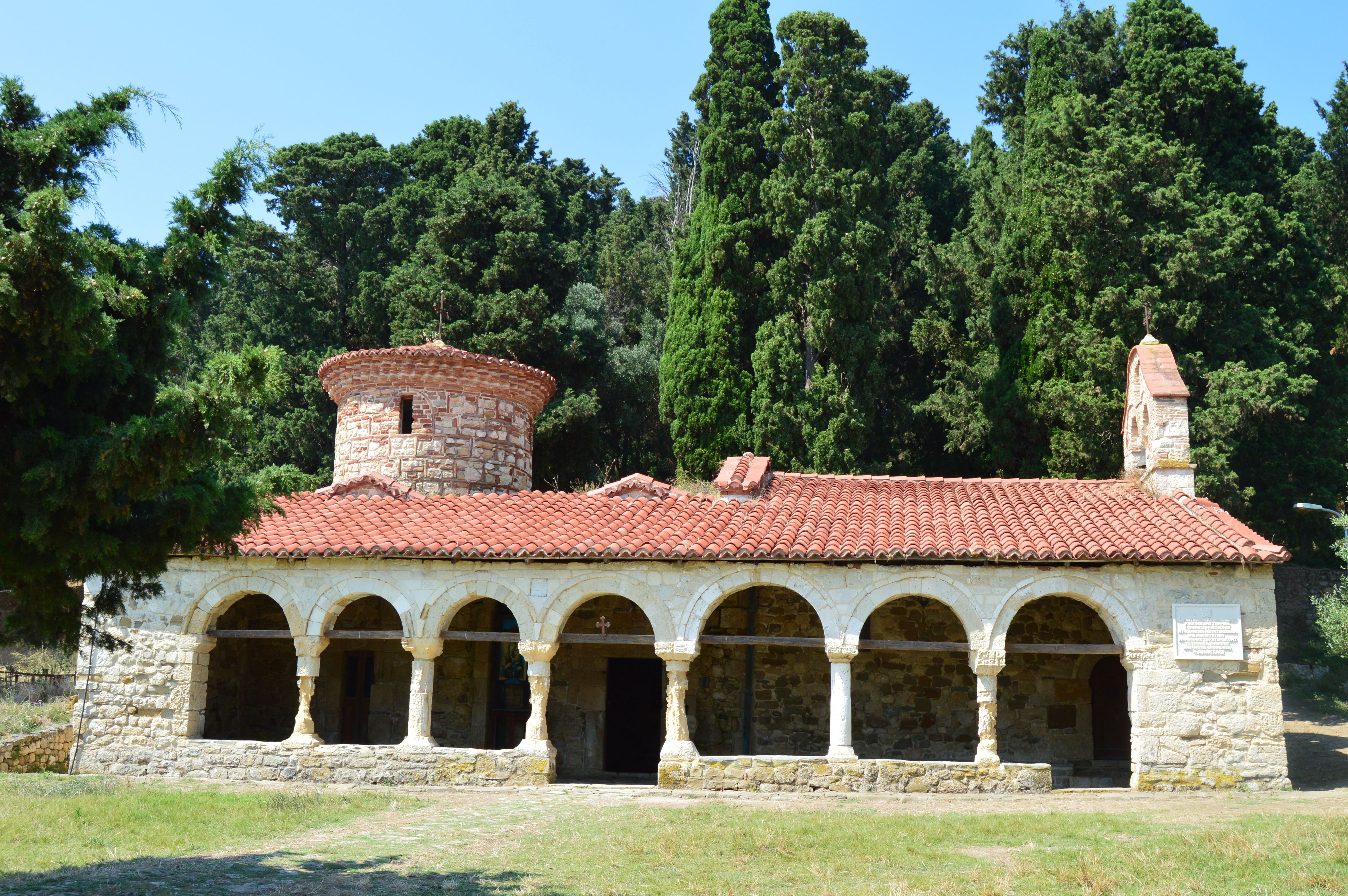
兹维尔讷奇岛上拜占庭帝国遗留下的修道院

兹维尔讷奇岛是阿尔巴尼亚的岛屿，位于该国南部亚得里亚海的纳尔塔潟湖，由4座岛屿组成，面积0.09km²，最高点海拔高度25米，岛上曾有人居住，还有拜占庭帝国遗留下的建筑。它有着保存完好的13至14世纪的拜占庭Zvërnec修道院，这使得该岛成为旅游景点。